# Grenat de terbium-gallium
Le grenat de terbium-gallium (TGG, pour l'anglais terbium gallium garnet) est un composé cristallin synthétique isostructural aux grenats, de formule chimique Tb3Ga5O12 ou Tb3Ga2(GaO4)3, possédant de très bonnes propriétés de transparence et très résistant aux altérations causées par les lasers. C'est un rotateur de Faraday qui peut être utilisé dans les isolateurs optiques pour les systèmes lasers, dans les circulateurs optiques pour les systèmes à fibres optiques, dans les modulateurs optiques (en) ainsi que dans les ampèremètres et les magnétomètres.
Il a une constante de Verdet élevée responsable de son effet Faraday. Cette constante croît considérablement lorsque le matériau approche des températures cryogéniques. Les constantes de Verdet les plus élevées sont observées dans les verres flint denses dopés au terbium ou dans les cristaux de TGG. Ces constantes dépendent étroitement de la longueur d'onde. À 632 nm, la constante de Verdet du TGG serait de −131 rad/T/m, alors qu'à 1 064 nm, elle ne serait que de −38 rad/T/m,.